# 西山真瑚
西山 真瑚（にしやま しんご、英語: Shingo Nishiyama、2002年1月24日 - ）は、日本のフィギュアスケート選手（アイスダンス、男子シングル）。東京都出身。早稲田大学（人間科学部）通信教育課程在学中。主な戦績は全日本ジュニア選手権2019・2020年連覇、2020年ユースオリンピック団体戦優勝。

## 人物
家族構成は父母と3才上の姉。憧れのスケーターは羽生結弦で、イギリスロイヤル・バレエ団所属のバレエダンサー、高田茜は西山の母方の親戚にあたる。
「アイスダンスをシングルのように人気スポーツにしたい」とアイスダンスの練習環境改善を目的としたギフティングによる活動も始めている。

## 経歴
6歳から男子シングルを始め、明治神宮外苑FSCを拠点とし練習に取り組む。
スケーティング技術や表現力に定評があり、2012年全日本ノービス優勝、2016年東日本ジュニア選手権で優勝などの実績を持つ。
2017年1月、カナダのトロントにあるクリケットクラブ（Toronto Cricket Skating and Curling Club）に練習拠点を変更。
2018年にクリケットクラブのアンドリュー・ハラムコーチの勧められたことがきっかけでアイスダンスを始める。
2019年1月に吉田唄菜とのカップルを結成、愛称は「うたしん」。
2019-2020シーズンよりジュニアグランプリシリーズにアイスダンス選手として参戦。シングル競技と並行して活動している。
2020年1月18日、自身のInstagramおよびTwitterで吉田唄菜とのカップル解消を発表。
2021年3月、新たに高浪歩未とカップルを結成する。愛称は「あゆしん」で、2026年のミラノ・コルティナダンペッツオオリンピックを目指すという。
2022年3月、個人的な事情によりトロントから日本への拠点変更、拠点変更にともない競技としてアイスダンスを続けていくことが難しくなったことなどから、高浪歩未とパートナーシップ解消を発表。帰国後は東京の明治神宮外苑アイススケート場で練習を続けている。
2022-23シーズンは、パートナーを探しながらも、シングルで大会に出場する予定とし、シングル選手として全日本選手権出場、国体、インカレなどに出場。今シーズンでシングルを引退、今後はアイスダンスに専念する意向を明かしており、2023年5月、田中梓沙とのカップル結成を自身のSNS上で発表した。愛称は「あずしん」。
2023-24シーズン、2023年10月16日付でオリエンタルバイオ株式会社と所属契約締結。
2025年2月には冬季アジア大会において銅メダルを獲得し、四大陸選手権にも2年連続で出場した。しかし7月、カップル解散と田中の競技からの引退を発表した。

## 主な戦績

### アイスダンス
- 田中梓沙とのカップル

| 大会/年            | 2023-24 | 2024-25 | 2025-26 |
| ------------------ | ------- | ------- | ------- |
| 四大陸選手権       | 11      | 11      |         |
| GP NHK杯           |         | 10      | 欠場    |
| アジア冬季競技大会 |         | 3       |         |
| ゴールデンスピン   | 9       |         |         |
| 全日本選手権       | 2       | 2       |         |

- 高浪歩未とのカップル

| 大会/年      | 2021-22 |
| ------------ | ------- |
| 全日本選手権 | 3       |

- 吉田唄菜とのカップル

| 大会/年                   | 2019-20 | 2020-21 |
| ------------------------- | ------- | ------- |
| ユースオリンピック        | 6       |         |
| ユースオリンピック団体戦  | 1       |         |
| 世界Jr.選手権             | 12      |         |
| ババリアンオープン        | 6       |         |
| 全日本Jr.選手権           | 1       | 1       |
| JGPエーニャ・ノイマルクト | 6       |         |
| JGPレークプラシッド       | 6       |         |

### 詳細
| 2024-2025 シーズン    |                                                |          |          |           |
| 開催日                | 大会名                                         | RD       | FD       | 結果      |
| 2025年2月18日 - 23日  | 2025年四大陸フィギュアスケート選手権（ソウル） | 12 59.84 | 10 96.55 | 11 156.39 |
| 2025年2月7日 - 14日   | 2025年アジア冬季競技大会（ハルビン）           | 3 63.21  | 3 100.50 | 3 163.71  |
| 2024年12月19日 - 22日 | 第93回全日本フィギュアスケート選手権（門真）   | 2 66.03  | 2 102.89 | 2 168.92  |
| 2024年11月8日 - 10日  | ISUグランプリシリーズ NHK杯（東京）            | 10 59.15 | 10 92.12 | 10 151.27 |

| 2023-2024 シーズン     |                                              |          |          |           |
| 開催日                 | 大会名                                       | RD       | FD       | 結果      |
| 2024年1月30日 - 2月4日 | 2024年四大陸フィギュアスケート選手権（上海） | 11 62.09 | 12 95.54 | 11 157.63 |
| 2023年12月20日 - 24日  | 第92回全日本フィギュアスケート選手権（長野） | 1 71.08  | 3 105.35 | 2 176.43  |
| 2023年12月6日 - 9日    | ゴールデンスピン（ザグレブ）                 | 10 61.86 | 9 96.83  | 9 158.69  |

| 2021-2022 シーズン    |                                                  |         |         |          |
| 開催日                | 大会名                                           | RD      | FD      | 結果     |
| 2021年12月22日 - 26日 | 第90回全日本フィギュアスケート選手権（さいたま） | 4 58.10 | 3 90.19 | 3 148.29 |

| 2020-2021 シーズン    |                                                      |         |         |          |
| 開催日                | 大会名                                               | RD      | FD      | 結果     |
| 2020年11月21日 - 23日 | 第89回全日本フィギュアスケートジュニア選手権（八戸） | 1 58.74 | 1 91.06 | 1 149.80 |

| 2019-2020 シーズン    |                                                               |          |         |           |
| 開催日                | 大会名                                                        | RD       | FD      | 結果      |
| 2020年3月2日 - 8日    | 2020年世界ジュニアフィギュアスケート選手権（タリン）          | 13 56.05 | 8 93.56 | 12 149.61 |
| 2020年2月3日 - 9日    | 2020年ババリアンオープン（オーベルストドルフ）                | 6 56.36  | 6 86.32 | 6 142.68  |
| 2020年1月10日 - 15日  | 2020年ローザンヌユースオリンピックNOC混合団体戦（ローザンヌ） | - -      | 1 99.21 | 1 団体    |
| 2020年1月10日 - 15日  | 2020年ローザンヌユースオリンピック（ローザンヌ）              | 6 56.38  | 4 92.32 | 6 148.70  |
| 2019年11月15日 - 17日 | 第88回全日本フィギュアスケートジュニア選手権（横浜）          | 1 57.49  | 1 90.06 | 1 147.55  |
| 2019年10月2日 - 5日   | ISUジュニアグランプリ エーニャ・ノイマルクト（エーニャ）      | 7 54.92  | 6 85.48 | 4 140.40  |
| 2019年8月28日 - 31日  | ISUジュニアグランプリ レークプラシッド（レークプラシッド）    | 5 56.43  | 6 83.32 | 6 139.75  |

### 男子シングル
| 大会/年                                | 2015-16 | 2016-17 | 2017-18 | 2019-20 | 2022-23 |
| -------------------------------------- | ------- | ------- | ------- | ------- | ------- |
| 全日本フィギュアスケート選手権         |         |         |         |         | 16      |
| 全日本フィギュアスケートジュニア選手権 | 17      | 16      | 9       | 9       |         |

## プログラム使用曲

### アイスダンス
| シーズン  | RD                                                               | FD                                                                                   | EX                |
| --------- | ---------------------------------------------------------------- | ------------------------------------------------------------------------------------ | ----------------- |
| 2024-2025 | September, Sir Duke, Land of 1000 dance 振付：ロマン・アグノエル | エリーゼのために 作曲：ルートヴィヒ・ヴァン・ベートーヴェン 振付：ロマン・アグノエル |                   |
| 2023-2024 | スーパーマリオブラザーズ 振付：ロマン・アグノエル                | ジゼル 作曲：アドルフ・アダン 振付：ロマン・アグノエル                               |                   |
| 2021-2022 | シングル競技に専念                                               | シングル競技に専念                                                                   |                   |
| 2020-2021 | Daydremin' + I NEED YOU 振付：メーガン・ウィング／アーロン・ロウ | An American In Paris 振付：イーゴリ・シュピリバンド／パスカーレ・カメレンゴ          |                   |
| 2020-2021 | A Chorus Line 振付：メーガン・ウィング／アーロン・ロウ           | ドン・キホーテ 振付：ロマン・アグノエル                                              | Hip Hip Chin Chin |
| 2019-2020 | A Chorus Line 振付：メーガン・ウィング／アーロン・ロウ           | ドン・キホーテ 振付：ロマン・アグノエル                                              |                   |

### 男子シングル
| シーズン  | SP                                                                 | FS                                                  |
| --------- | ------------------------------------------------------------------ | --------------------------------------------------- |
| 2022-2023 | That's Life by フランク・シナトラ 振付：ジョイ・ラッセル、西山真瑚 | New world symphony Anthem 振付：ジョイ・ラッセル    |
| 2021-2022 |                                                                    |                                                     |
| 2020-2021 | That's Life by フランク・シナトラ 振付：ジョイ・ラッセル、西山真瑚 | East of eden 振付：ディヴィッド・ウィルソン         |
| 2019-2020 | Friend like me 振付：ジョイ・ラッセル                              | East of eden 振付：ディヴィッド・ウィルソン         |
| 2018-2019 | El choclo 振付：ジョイ・ラッセル                                   | East of eden 振付：ディヴィッド・ウィルソン         |
| 2017-2018 | Por Una Cabeza 振付：宮本賢二                                      | Rhapsody on Paganini 振付：ディヴィッド・ウィルソン |
| 2016-2017 | Por Una Cabeza 振付：宮本賢二                                      | The Artist 振付：宮本賢二                           |
| 2015-2016 | ホワイト・レジェンド 振付：佐藤紀子                                | The Artist 振付：宮本賢二                           |